# Clavy-Warby
 Clavy-Warby  es una población y comuna francesa, en la región de Champaña-Ardenas, departamento de Ardenas, en el distrito de Charleville-Mézières y cantón de Signy-l'Abbaye.

## Demografía
| 218 | 199 | 210 | 330 | 328 | 350 |
| Para los censos de 1962 a 1999 la población legal corresponde a la población sin duplicidades (Fuente: INSEE [Consultar]) |     |     |     |     |     |